# Ношино
Но́шино — деревня в Абанском районе Красноярского края. Входит в состав Березо́вского сельсовета.

## История
Деревня была основана примерно в 1740 году русскими переселенцами (челдонами) как тасеевская заимка Алацкая. Впоследствии,  утвердилось другое название деревни/села — Но́шино, но встречалось также в архивах и с опечаткой Ношено / Ношенская.

Первыми поселенцами, по третьей ревизии 1762 года, были: Сухотины, Прутовых и Пашенных (видимо из пашенных крестьян) - 18 дворов, пришедшие по внутренней миграции из деревни Верхняя Подгорная Маклаковской волости Енисейского уезда (первое упоминание там в 1639 году "Оска Сухотнин"), а позднее Белоголовых (в 1800 году они ещё числились в мещанах). На 1850-й год (IX ревизия) в селе было семей/дворов: Сухотины - 17, Прутовых - 17, Пашенных - 13 и Белоголовых -11.

Однако, в книге "Список населенных мест Сибирского края. Том 2. Округа Северо-Восточной Сибири" год основания села Ношино указан 1576-й. (на стр.734) В Ревизских сказках IX и X учет шёл в деревне Ношиной, также записывалось название в церковных метрических книгах до 03.1880 года, а позднее писалось: селом Ношенское/Ношинское. (Устьянская волость, Канский уезд) И если проверить другие поселения, то встречается также: село Пинчуга - 1556 года основания, а в Иркутском округе село (улус): Тугутуй - 1425 года - более ранние.

В этом нет противоречия с "покорением Сибири Ермаком", так как первые поселенцы по предположению Г.Ф.Быкони в массе своей были не государственные люди, а именно охочие люди: "...существенно была уточнена теория вольнонародной колонизации. Доказано, что основная масса переселенцев вышла из Поморья и что видную роль в росте сибирского населения в XVIII – первой половине XIX в. играл естественный прирост..." 

Есть основания полагать, что деревня была перенесена напротив улуса асанов и получила год основания по местному поселению. Деревня была старожильческая и богатая. Новых поселенцев, как правило не принимали, всё решали на сходе. У неё имелось 10 заимок - летние жилища, некоторые из которых (позднее в конце 20-го века столыпинскими переселенцами) превратились в деревни: Облава - д.Архангельское; Рудяная - с.Рудяное; Тогашинка - д.Тагаши; Березовский - с.Березо́вка; Мачина Заимка - д.Мачино; Тульчет; Каленниково; Сухотин; Макашиха; Итанацкая. 

В 1876 году в деревне по инициативе купца второй гильдии Тимофеева Семёна Тимофеевича была построена церковь Покровского прихода. Причтовый капитал, пожертвованный купцом был 1000 рублей, с которого проценты шли в пользу причта на поминовение жертвователя. Возможно, что с марта 1880 проводились службы без крещения, венчания и отпевания, а в 1905 году Ношинская Покровская Церковь начала работать полноценно. Престольный праздник был 14 октября в праздник Покрова Богородицы.

По данным 1929 года в селе было: СельСовет, школа первой ступени, кредитное товарищество, лавка общества потребителей. Позднее после уничтожения церкви ( была сожжена в 1936 году местными жителями: Пашин Илья Иванович, Белоголов Федор) и репрессий коренных местных жителей село/деревня стало хиреть и сельский совет в 1968 году переместился в бывшую заимку Березо́вку.

## Население
| 1762 | 1781 | 1859 | 1911 | 1926  | 1989 | 2002 |
| ---- | ---- | ---- | ---- | ----- | ---- | ---- |
| 94   | ↗200 | ↗563 | ↗966 | ↗1327 | ↘479 | ↘367 |
| 2010 |      |      |      |       |      |      |
| ↘270 |      |      |      |       |      |      |

## Инфраструктура
Улицы деревни: Заречная, Первомайская, Советская.
Дом культуры, построенный в 1989 году, со зрительным залом на 80 мест, библиотека с книжным фондом 7656 экземпляров, начальная образовательная школа.

Центральная улица деревни имеет асфальтовое покрытие. В 1982 году в деревне был открыт этнографический музей Кривоносовым Виктором Михайловичем - педагогом, историком и краеведом.

На сегодняшний день школа и музей закрыты.

## Люди, связанные с селом
- Сухотин, Александр Михайлович (1940 гр) - кандидат физико-математических наук, доцент Томского Политехнического университета.
- Эрдель Николай Карлович (1874 - 1957) - профессор, доктор филологических наук С-Петербургского университета. Был сослан в Ношино в года сталинских репрессий. Похоронен на ношинском кладбище.
- Сухотин, Анатолий Константинович (1922—2012) —  советский и российский учёный, доктор философских наук (1969), профессор (1970), заслуженный деятель науки РСФСР (1981), действительный член Международной академии наук высшей школы (1993).

## Достопримечательности
Во дворе школы находится могила Смирнова Андрея Семёновича, партизанского разведчика, расстрелянного колчаковцами в декабре 1919 г., имеет статус объекта культурного наследия Красноярского края.